# Denar (Rom)
Der Denar (lateinisch denarius, von deni: je zehn) war ein antikes, mittelalterliches und neuzeitliches Münznominal, anfänglich feinsilbern und von mittlerem Wert, durch inflationäre Prozesse immer geringwertiger werdend und schließlich kupfern. Er galt ursprünglich als „Zehnfaches“ eines Ganzen, nämlich als Zehnfaches der römischen Gewichts- und Geldeinheit, des Bronze-As. Der Denar war der antike Vorläufer des Pfennigs oder des Pennys und des noch heute gebräuchlichen Münz- beziehungsweise Währungsnamens Dinar.
Frühe römische Denarii trugen als Mehrfaches eines Ganzen darum – neben den As-Münzen und deren Teilstücken – ebenfalls eine Wertangabe im Gepräge, und zwar die Wertzahl X (für 10 Asse). Einige spätere Denarii trugen die XVI in Bezug auf die nunmehr gewichtsmäßig verringerten 16 Bronze-Asse, wobei es um etwa 130 v. Chr. zusätzlich zu einer Metallpreisverschiebung zwischen Silber und Bronze kam. Dementsprechend hatte der frühe Halbdenar (Quinarius nummus) die Wertzahl V sowie der frühe Silbersesterz als Vierteldenar die Wertzahl IIS (in Dokumenten oft auch als HS geschrieben) für „2½“. Die Nominal-Wertangaben wurden ab etwa 100 v. Chr. wieder weggelassen. Erst bei einigen späten römischen Bronzeprägungen erscheinen wiederum römische Zahlenwerte auf Follis-Münzen, offenbar als Vielfache des Wertes von Zählpfennigen (denar communis), die allerdings auch als Gewichtsangaben eines Bronze-Münzfußes interpretiert werden können.

## Antike

### Wert und Wertverfall
Von etwa 211 v. Chr. bis in das 3. Jahrhundert n. Chr. war der Denarius die Hauptsilbermünze Roms mit anfänglich mittlerer Kaufkraft. Die Kaufkraft eines Denars, gemessen an heutigen Waren und Dienstleistungen, lag bei Kaiser Augustus, um 13 v. Chr., noch bei etwa 15 bis 25 Euro und verfiel bis zum Ende des 2. Jahrhunderts n. Chr. auf wenige Euro, um im 3. Jahrhundert n. Chr. mit dem weiter bis fast auf Null schwindenden Silbergehalt ganz zu verfallen. Der heutige reine Silberpreis im Jahr 2019 von ca. 2 Euro bei etwa 4 bis 4,5 g Raugewicht eines frühen Denars kann nicht mit der damaligen Kaufkraft verglichen werden. Der Aufwand bei der römischen Silbergewinnung und damit der damalige Silberpreis waren aufgrund der wesentlich geringeren Produktivität bei der Erzgewinnung und der weiteren Verarbeitung viel höher als heute.
Der späte, fast silberfreie Denar verschwand zusammen mit seinem kupfernen Teilstück infolge inflationärer Prozesse im 3. Jahrhundert n. Chr. praktisch ganz aus dem Umlauf, scheint aber als Zähl-Denar, der denar communis, noch längere Zeit in Gebrauch geblieben zu sein, und zwar als „Äquivalent“ für ca. 1/6000 bis 1/8500 eines Aureus beziehungsweise etwa 1/50.000 eines Pfundes Gold von 327,45 g. Bis um etwa 200 n. Chr. wurden Geldbeträge in Verträgen, Löhnen, Preisen etc. fast immer nur in „guten“ Vierteldenaren, den Sesterzen, angegeben. In spätrömischen Preislisten, zum Beispiel bei Kaiser Diokletian um 301, hatten die großen Beträge der bereits entwerteten Zähldenare keinen konkreten Bezug mehr zu den frühen, niedrigen Denar- und Sesterzpreisen.

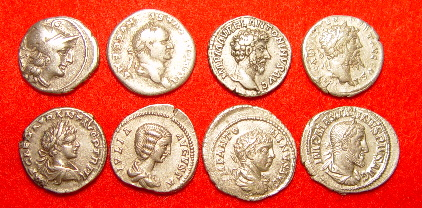
Obere Reihe: um 157 v. Chr. (Römische Republik), um 73 (Vespasian), um 161 (Mark Aurel), um 194 (Septimius Severus)
Untere Reihe: um 199 (Caracalla), um 200 (Julia Domna), um 219 (Elagabal), um 236 (Maximinus Thrax)

Die erste Prägung eines Denars als Kurantmünze erfolgte während der römischen Republik ab etwa 211 v. Chr., wahrscheinlich während des Zweiten Punischen Krieges. Sein Vorgänger war wahrscheinlich der in oder für Rom nach etwa 241 v. Chr. im griechischen Stil geprägte silberne Quadrigatus mit der Aufschrift ROMA. Der Denar bildete zusammen mit dem As bis zur Währungsreform unter Kaiser Augustus, ab etwa 27 v. Chr., ein Silber-Bronze-Kurantwährungssystem mit einem Wertverhältnis von etwa 1:120. Bis in die römische Kaiserzeit hinein, etwa bis 64 n. Chr., handelte es sich beim Denar fast immer um eine Silberprägung hoher Feinheit ohne absichtliche Kupferbeilegierung mit einem Raugewicht von etwa 4,55 g (1/72 römisches Pfund). Später sank das Raugewicht auf 3,89 g (1/84 Pfund). Zu Zeiten Neros wurde das Gewicht noch einmal auf 3,4 g (1/96 Pfund) herabgesetzt, was dem Raugewicht von drei Scripula oder etwa einer damaligen Drachme gleichkam.
Die Schwankungsbreiten des Raugewichts sind bei vielen römischen Münzen, auch die einer gleichen Prägecharge, im Vergleich zu heute mit ± 5–20 % als sehr hoch zu bezeichnen, wobei Münzbeschneidungen oder Materialabfeilungen sicherlich an der Tagesordnung waren. Die Gussschrötlinge wurden offenbar auch gewichtsmäßig nicht justiert. Bis etwa 200 n. Chr. hatten zu wirtschaftlich noch stabilen Zeiten Verschlechterungen des Feingehalts keinen nennenswerten Einfluss auf die Kaufkraft des Denars innerhalb einer Generation. Der Denar wurde wie eine moderne Scheidemünze – also zum Nennwert und nicht nach dem Materialwert – behandelt und daher auch selten nachgewogen. Er war im römischen Reich die Silbermünze schlechthin, sodass im griechischsprachigen Osten des Reiches für den Silberdenar oft der Begriff α̉ργυρία (argyria, griechisch: Silberstück) verwendet wurde, von Martin Luther mit „Silberling“ übersetzt. Erst im 3. Jahrhundert, als die staatliche Autorität verfiel und massenhaft Kupfergeld aufkam, brach die Kaufkraft des Denars weg.
Der Wert des Denars entsprach anfangs dem von 10 bronzenen Asses, später, etwa ab 130 v. Chr., dem Wert von 16 geminderten Asses. Hinsichtlich des Silbergehaltes wurde dem Denar schon früh Misstrauen entgegengebracht, daher wurden zeitweise „gesägte“ Prägungen (Serrati) herausgegeben, die überdies einen optischen Schutz vor den wertmindernden Beschneidungen boten. Die spätere Riffelung von Münzrändern mit Rändelmaschinen ab etwa 1700 hatte ihren Ursprung im Serratus.
In Kriegszeiten kam es auch offiziell vor, dass versilberte Kupferdenare zum Zwangskurs ausgegeben wurden, die jedoch nach Kriegsende angeblich wieder in echte Silberdenare umgetauscht worden sein sollen; siehe auch Subaeratus. Im Verlauf der Kaiserzeit wurde der Silbergehalt durch zunehmende Beilegierung von Kupfer nach etwa 64 n. Chr. erst nur geringfügig, dann immer weiter vermindert. Um 200 n. Chr. lag er nur noch bei rund 40 bis 50 Prozent, der Denar war somit eine Billonmünze. Dies hatte zur Folge, dass er endgültig zur gesetzlichen Scheidemünze mit Bezug auf den Aureus wurde. Teilweise wurde dem Münzsilber neben Kupfer auch Zinn oder Blei beilegiert. Die Münzen wurden dadurch nicht ganz so schnell dunkel und rötlich wie bei einem hohen Kupferanteil; außerdem konnte das eingesparte Silber für weitere Denarausprägungen verwendet werden. Der Aureus wurde über die Jahrzehnte ebenfalls im Raugewicht vermindert, teilweise auch im Feingehalt, was bei Exemplaren mit „dunklerem Aussehen“ sichtbar ist. Er blieb jedoch immer – im Gegensatz zum Denar – römische Kurantmünze.
Durch die ständigen Gewichts- und Feingehaltsverminderungen des Denars kam es Mitte des 3. Jahrhunderts bei den Silberprägungen zur Währungskatastrophe. Der Feingehalt des Denars verringert sich von 1/100 bis auf 1/140 des römischen Pfundes. Danach tauchte der Denar nur noch selten auf und war nur noch eine versilberte Kupfermünze, zum Beispiel unter Gallienus. Die frühe Siliqua der Spätantike könnte als Denar-Reformversuch angesehen werden, nachdem der Argenteus gescheitert war.
Die Münzverschlechterungen des Denars, des Aureus und anderer Nominale verliefen nicht gleichmäßig. Es gab kurzzeitig auch Erhöhungen des Raugewichts und des Feingehalts, vielleicht weil kurzfristig mehr Edelmetalle verfügbar waren (Beutemetall) oder weil die Eichgewichte schwankten. Diese kurzzeitigen Münzverbesserungen traten bis zum Zerfall Westroms bei allen Nominalen hin und wieder auf, was aber die Tendenz des Wertverfalls über die Jahrhunderte nicht beeinflusste.

### Doppeldenar: der Antoninian
Infolge der zunehmenden Inflationen kam es erstmals unter Caracalla zur Prägung von Doppeldenaren (die nach-antike Bezeichnung ist Antoninian; die originale Bezeichnung ist unbekannt, nach neueren Forschungen angeblich Bicharactus). Auch der Antoninian ging den Weg der Abwertung – wie zuvor schon der Denar. Vor allem zur Zeit Aurelians wurde auf die inzwischen nur noch kupfernen Antoniniane durch eine spezielle Säurebehandlung, den Silbersud (auch Weißsieden genannt), eine dünne silberne Oberfläche aufgebracht, was annähernd einem staatlichen Münzbetrug gleichkam. Die zeitgenössischen Kaufleute – Geldwechsler (nummularii), Bankiers (argentarii) und Händler – wussten allerdings sehr gut zwischen den Feingehalten und damit den wahren Werten der verschiedenen Münzen zu unterscheiden und zogen ebenfalls ihren Profit daraus.

### Gestaltung
Die frühen republikanischen Denare nach 211 v. Chr. waren anfangs fast immer mit dem Kopfprofil des Gottes Mars, der römischen Stadtgöttin Roma, der Bellona oder der Diana versehen, was allein am behelmten Kopfprofil nicht immer leicht zu unterscheiden ist. Damals war es noch nicht üblich, lebende Personen abzubilden. Die Tradition, meist weibliche Gottheiten oder Schutzpatroninnen abzubilden, hat sich bis heute gehalten: von Britannia, Germania, Helvetia, Marianne, Franconia und anderen weiblichen Allegorien für Länder, Regionen und Städte bis zu den Galionsfiguren am Bug von Segelschiffen und den Schlachtschiffen des Ersten Weltkriegs. Auch Adler, Kronen, Zepter, Füllhörner, Lorbeer- und Eichenlaub sind noch heute auf Zahlungsmitteln zu finden.
Unter den römischen Diktatoren Lucius Cornelius Sulla Felix und Gnaeus Pompeius Magnus, später besonders bei Gaius Iulius Caesar kam zum Namenszug der Kopf des nun „gottgleichen“ Münzherrn anstelle der Roma oder eines anderen Gottes hinzu, wenn auch nicht auf allen Denaren. Schon früh war es üblich, auch den Namen des Münzmeisters, der als hoher republikanischer Beamter die Münzqualität garantierte, und diverse Stempelzeichen mit einzuprägen. Diese werden heute als „Seriennummern“ von Prägestempeln interpretiert. Später gab es nur noch kleine symbolische Münzmeisterzeichen, da der Platz auf den Münzen zunehmend dem kaiserlichen Münzherrn vorbehalten blieb.
Erst in der Kaiserzeit sind Denare fast regelmäßig mit dem natürlichen, das heißt ungeschönten Porträt des Münzherrn (das aber bei Augustus nicht mehr „alterte“) sowie mit der zumeist umfangreichen, nun abgekürzten Titulatur versehen. Dies erlaubt eine ziemlich genaue Datierung der Münzen und damit oft auch der archäologischen Fundumstände. Die Porträts sind während der gesamten Kaiserzeit großteils mit einem Lorbeerkranz versehen. Oft wurden auch Prägungen mit dem Porträt der Ehefrau oder der Mutter des Kaisers ausgegeben – oder mit dem Porträt seines (Adoptiv-)Sohnes und dem Caesar-Titel dieses künftigen Nachfolgers.

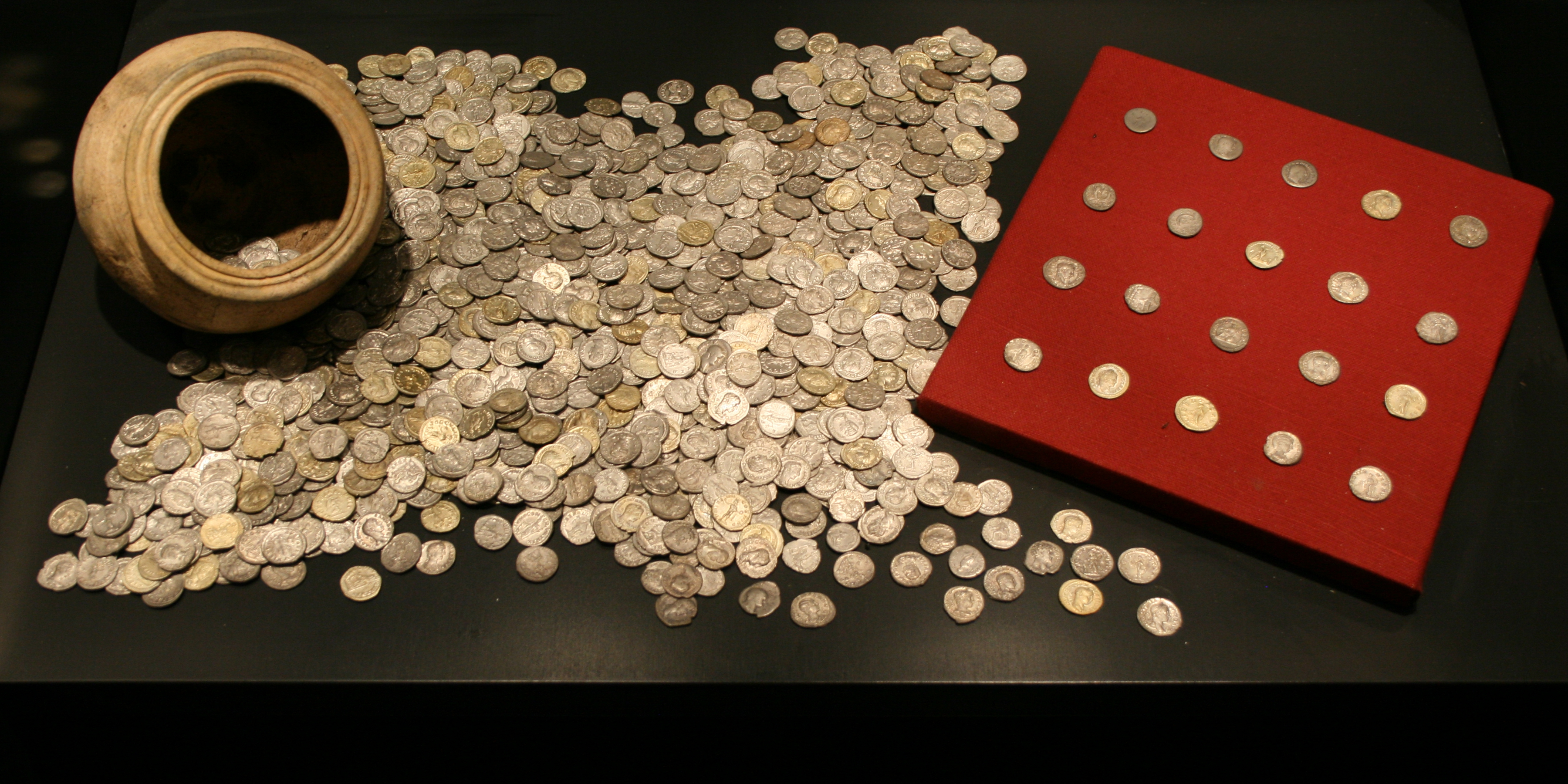
Münzschatz: 1136 Denare aus dem Kastell Ober-Florstadt, vorwiegend aus dem 2. Jahrhundert n. Chr.

Die Rückseiten der Münzen sind sehr unterschiedlich gestaltet und dienten insbesondere der Propaganda, indem sie zum Beispiel mit Allegorien auf die Fürsorge des Kaisers oder seine Heldentaten hinwiesen (Füllhorn, Clementia, Providentia, Indulgentia, Securitas etc.) oder bestimmten römische Legionen nach militärischen Siegen huldigten. In der Zeit der Soldatenkaiser wurden so auch die Legionen gewürdigt, die den neuen Imperator ausgerufen hatten.
Ganz allgemein kann man sagen, dass besonders die römischen Münzen in einer Zeit des weitverbreiteten Analphabetismus mit solchen allegorischen Figuren versehen wurden, die eine hohe Symbolkraft hatten und auch ein Kennzeichen des Nominals waren. Alle antiken Münzen hatten mangels anderer bildlicher Kommunikation „Flugblattcharakter“. Besonders gern wurden – neben dem Abbild des Diktators oder Kaisers – Gottheiten, Kultgegenstände, Waffen, Werkzeuge, Gebäude, Schiffe, Tiere, Pferdegespanne in meist hoher künstlerischer Qualität abgebildet.
In der Kaiserzeit lag das Münzregal und damit das Gestaltungsrecht für die Edelmetallmünzen (wie Aureus und Denar) direkt beim Kaiser. Das Gestaltungsrecht bei Messing- und Bronzemünzen (wie Sesterz, Dupondius, As, Semis und Quadrans) hatte der Senat, worauf die häufige Abkürzung SC (senatus consulto, „auf Senatsbeschluss“) hinwies. Gelegentlich bestimmte der Kaiser bei den Scheidemünzen mit, wenn es um das Abbild einer ihm wichtigen Person oder eines Vorganges ging, da sich die Bronzemünzen aufgrund ihres meist größeren Durchmessers für Propagandazwecke besonders gut eigneten.

### Prägequalität
Die hohe Abbildungsqualität der Münzen aus festen Münzstätten ging mit dem Zerfall des römischen Imperiums verloren und wurde erst wieder ab etwa 1500 erreicht – bei den Talermünzen der Neuzeit. Die Münzen aus den mobilen Feldmünzstätten der militärischen Legionen hatten eher eine schlechtere Abbildungsqualität. Entweder fehlten gute Stempelschneider oder einfach die Zeit für sorgfältige Münzprägungen, da die Truppen ständig mit frischem Geld zu versorgen waren.
Bei den umfangreichen römischen Denarprägungen kann man grob unterscheiden zwischen echten in Rom oder Italien geprägten Münzen, kaiserlich privilegierten Provinzialprägungen, Militärprägungen auf Feldzügen und „barbarischen“ Nachahmungen. Obwohl die Denarteilstücke, wie zum Beispiel das bronzene As, damals viel häufiger als der Denar geprägt wurden, haben diese wegen stärkerer Korrosionsanfälligkeit und langem Umlauf relativ selten in guter bis sehr guter Erhaltung bis in unsere Zeit überdauert. Ein „normaler“ Silber-Denar ist daher im Vergleich zu den gut erhaltenen Messing- und Bronzeteilstücken heute relativ preiswert von Sammlern zu erwerben.

### Parallelwährungen
Der Denar war (wie der Aureus) praktisch bis etwa 200 n. Chr. im gesamten römischen Staatsgebiet das einheitliche, dominante Zahlungsmittel. Jedoch gab es gleichzeitig in einigen Provinzen noch ältere Regionalwährungen, die zum Beispiel auf der griechischen Drachme oder auf dem hebräischen Schekel beruhten. Die Regionalwährungen wurden in Rom als Tributzahlung meist sehr gern genommen. Ihr Verrechnungskurs war so gestaltet, dass sie nach Umschmelzung und Neuausprägung immer noch einen einträglichen Schlagschatz einbrachten. So galt zum Beispiel der Cistophorus der Provinz Asia als Regionalgeld offiziell drei Denare, obwohl drei Denare rund ein Gramm weniger Silber enthielten. So konnten 100 Cistophori für 300 Denare getauscht und in 347 neue Denare umgemünzt werden.

## Mittelalter

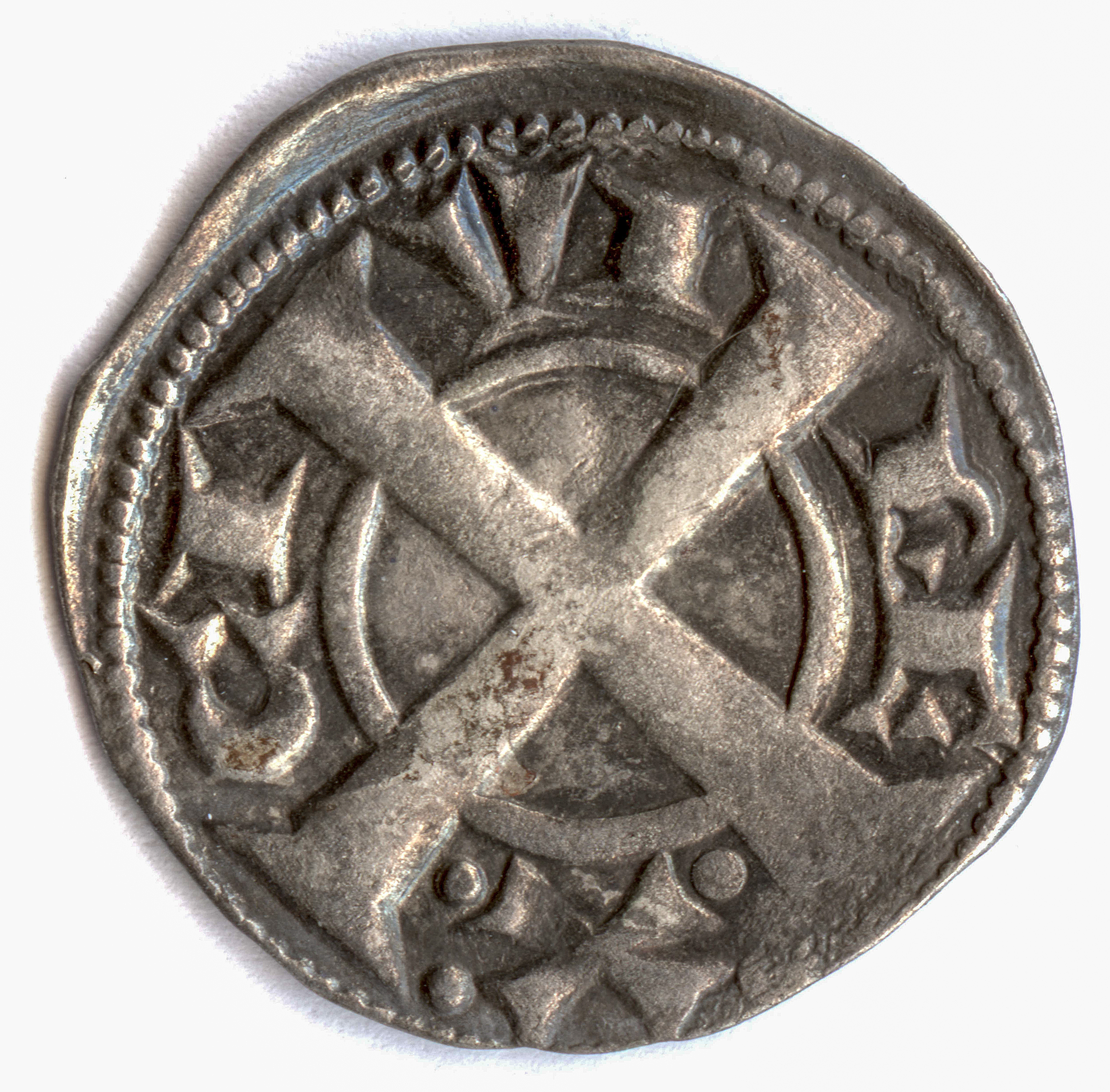
Silberdenar des Grafen von Barcelona Alfonso I., ca. 1180

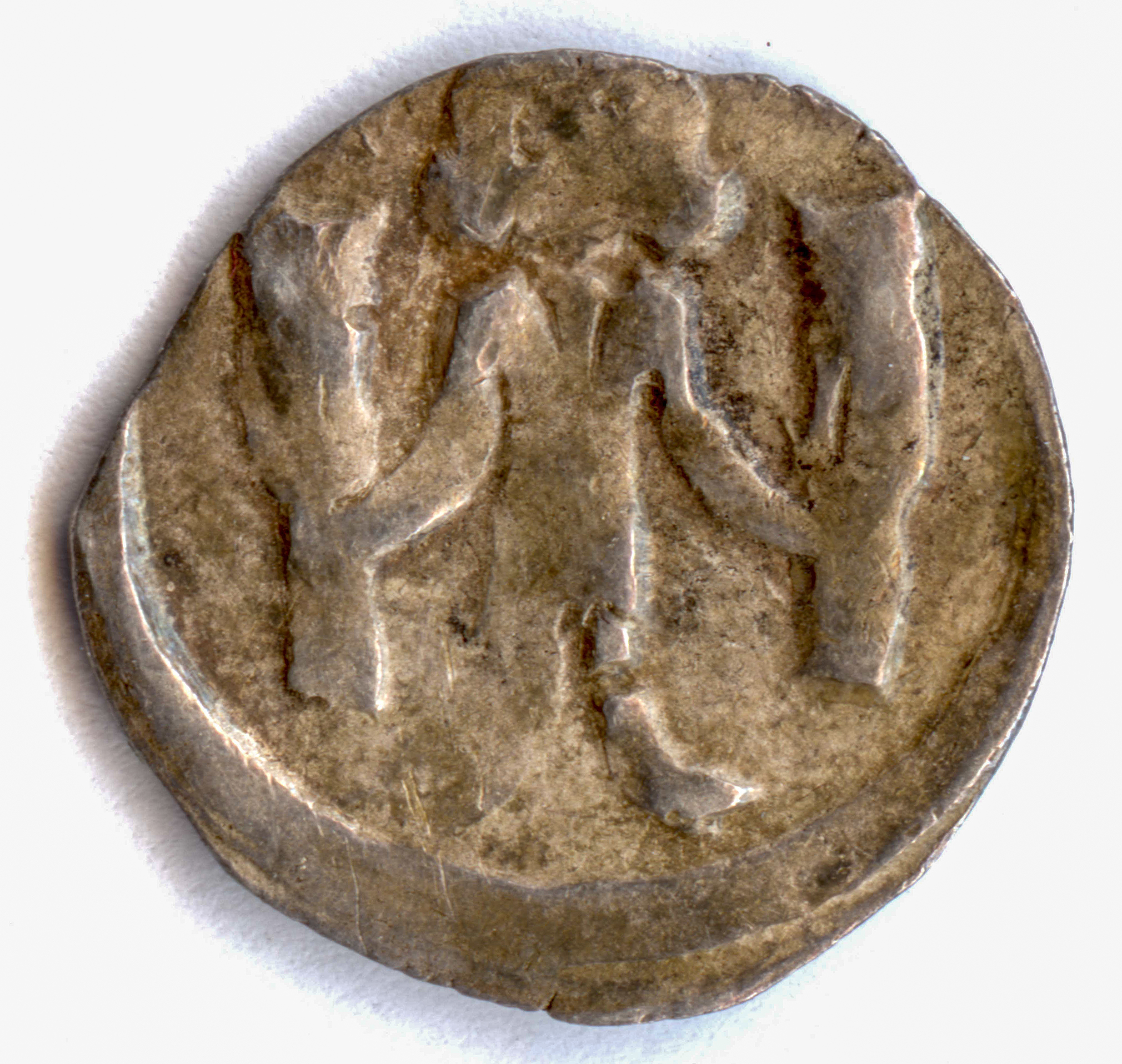
Silberdenar der askanischen Kurfürsten Johann I. und Otto III. von etwa 1250, dargestellt ist ein Kurfürst mit zwei Bäumchen

Der Denar wurde durch die Münzreform Karls des Großen im 8. Jahrhundert wieder als Hauptmünze des Karolingerreiches erfolgreich eingeführt (→ Karolingisches Münzsystem). Im Mittelalter war der Denar gleichbedeutend mit dem Pfennig. Dies erklärt auch die Abkürzung „d“, die bis 1971 in Großbritannien für den „alten“ Penny gebräuchlich war. Auch das für den Pfennig im deutschen Sprachraum gebrauchte Symbol „₰“ ist ein „d“ in deutscher Kurrentschrift. Die Bezeichnungen für den französischen Denier, den portugiesischen Dinheiro und den Dinar leiten sich vom mittelalterlichen Denar ab. Im frühen Mittelalter entsprach ein Denar etwa dem Wert von zehn Hühnern.

## Frühe Neuzeit
Außerhalb des Heiligen Römischen Reiches blieb der Denar in einigen Ländern noch in der Frühen Neuzeit als Kleinsilbermünze im Umlauf. So wurde er noch unter Kaiser Leopold I. (1658–1705) für das Königreich Ungarn in der Münzstätte Kremnitz geprägt.